# Mike J. Dunleavy

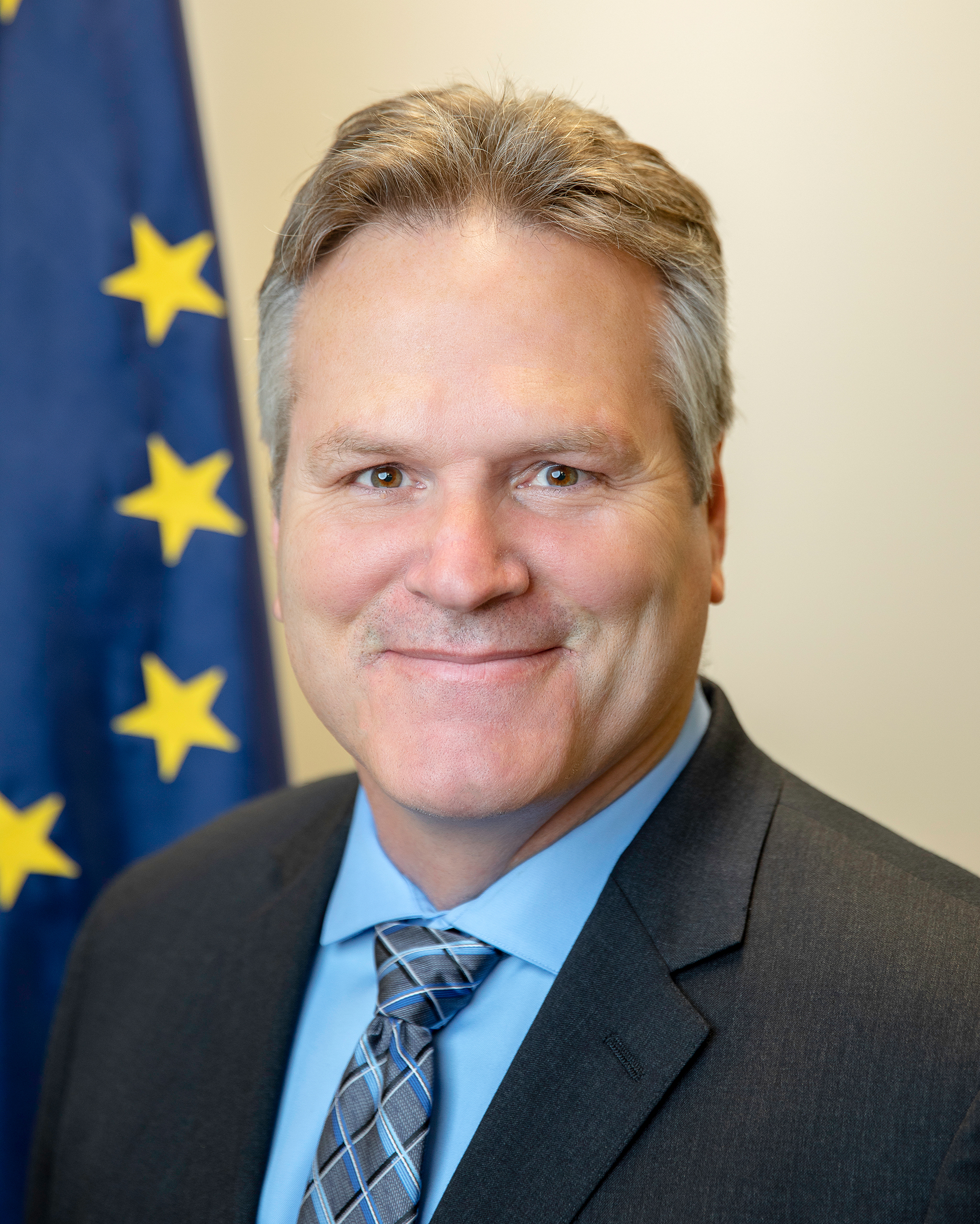
Mike J. Dunleavy (2019)

Michael J. „Mike“ Dunleavy (* 5. Mai 1961 in Scranton, Pennsylvania) ist ein US-amerikanischer Politiker der Republikanischen Partei. Seit dem 3. Dezember 2018 ist er der 12. Gouverneur des Bundesstaates Alaska.

## Familie, Ausbildung und Beruf
Mike J. Dunleavy wurde in Scranton im Bundesstaat Pennsylvania geboren. 1983 erhielt er einen Bachelor in Geschichte von der Misericordia University. Einen Master in Erziehungswissenschaften erhielt er von der University of Alaska Fairbanks.
Dunleavy ist mit Rose verheiratet und Vater dreier Kinder.

## Politische Laufbahn
Im August 2012 kandidierte Dunleavy bei den republikanischen Vorwahlen für einen Sitz im Senat von Alaska. Er konnte sich gegen Amtsinhaberin Linda Menard durchsetzen. Bei der Hauptwahl im November 2012 gelang ihm der Sieg. Im Januar 2013 wurde er als Senator aus dem Distrikt D vereidigt. 2015 wechselte er aus Distrikt D in Distrikt E.
2017 gab Dunleavy bekannt, dass er sich für das Amt des Gouverneurs von Alaska bewerben wolle. Im September 2017 suspendierte er seine Kampagne zunächst aufgrund von Herzproblemen. Im Dezember 2017 erklärte er, seine Kandidatur wieder aufzunehmen. Am 15. Januar 2018 schied er aus dem Senat von Alaska aus, um sich voll und ganz auf seine Kandidatur konzentrieren zu können. Gemeinsam mit Running mate Kevin Meyer trat Dunleavy im November 2018 dann bei der Hauptwahl an und konnte sich mit 53 % der abgegebenen Stimmen gegen den Demokraten Mark Begich durchsetzen. Dunleavy wurde am 3. Dezember 2018 als Nachfolger von Bill Walker vereidigt und amtiert seitdem als 12. Gouverneur von Alaska.